# لاموتریژین
لاموتریژین (به انگلیسی: lamotrigine) با نام تجاری Lamictal – Lamictal Blue – Lamictal Green – Lamictal orange – Lamictal CD یک داروی ضدصرع یا ضدتشنج است. این دارو به تنهایی و گاهی همراه با داروهای دیگر برای درمان حملات صرع در افراد بالغ و کودکان بزرگتر از ۲ سال استفاده می‌شود. این دارو همچنین برای کاهش حملات روانی در افراد بزرگسالی که دارای اختلال دوقطبی هستند به کار می‌رود. لاموتریژین ممکن است برای اهداف دیگری مانند حملات اضطرابی و افسردگی مصرف می‌شود و همچنین برای اختلال کندن پوست هم مؤثر است. موارد مصرف: از این دارو برای درمان حملات تشنجی نسبی اولیه و حملات تشنجی متعاقب تشنج فراگیر تونیک ـ کلونیک، استفاده می‌شود.

## سازوکار اثر
Lamotrigine، که با نام تجاری Lamictal هم شناخته می‌شود، یک  داروی ضد تشنج است که برای درمان صرع و اختلال دو قطبی مورد استفاده قرار می‌گیرد. برای درمان انواع صرع، مثل تشنج کانونی،  تشنج تونیک-کلونیک و تشنج در سندرم لنوکس-گاستوت استفاده می‌شود. در اختلال دوقطبی، از آن برای معالجه اپیزودهای حاد افسردگی و از نوع تندچرخشی در  دو قطبی نوع II و جلوگیری از عود در  نوع قطبی I استفاده می‌شود.این دارو شبیه فنی توئین و کاربامازپین، کانال‌های سدیمی وابسته به ولتاژ را مسدود می‌کند.
فارماکوکینتیک: از راه خوراکی به خوبی جذب، در کبد متابولیزه و از طریق کلیه‌ها دفع می‌شود.لاموتریژین سینتیک مرتبه اول را دنبال می‌کند، با نیمه عمر ۲۹ ساعت و حجم توزیع ۱٫۳۶ لیتر در کیلوگرم. لاموتریژین پس از تجویز خوراکی به سرعت و کاملاً جذب می‌شود. فراهمی زیستی مطلق آن ۹۸٪ و  C پلاسما آن  حداکثر از ۱٫۴ تا ۴٫۸ ساعت اتفاق می‌افتد. داده‌های موجود نشان می‌دهد که فراهمی زیستی آن تحت تأثیر مواد غذایی نیست. برآورد میانگین میزان ظاهری توزیع لاموتریژین پس از تجویز خوراکی از ۰٫۹ تا 1.3 L / kg است. این مستقل از دوز است و به دنبال دوزهای یک و چند در هر دو بیمار مبتلا به صرع و داوطلبان سالم مشابه است.

## موارد منع مصرف
در ناراسایی کبدی باید دوز این دارو کمتر شود و تیتراژ ان تا زمان رسیدن به پاسخ مطلوب ادامه یابد. این دارو نباید ناگهانی قطع شود. در صورت حساسیت به این دارو یا یکی از اجزای سازنده ی ان نباید دارو مصرف شود. در نارسایی کلیوی با احتیاط تجویز می‌شود.

## هشدارها
- در طول مصرف این دارو پارامترهای کبدی، کلیوی و انعقاد خون بایستی دقیقاً کنترل شود.
- در صورت بروز بثورات جلدی، تب، علائم شبه آنفلوانزا، خواب آلودگی و بدتر شدن حملات صرعی بخصوص در ماه اول درمان، مصرف دارو باید قطع گردد..[نیازمند منبع]
- در مصرف بیش از حد، لاموتریژین می‌تواند باعث بروز تشنج‌های کنترل نشده در بیشتر افراد شود. نتایج گزارش شده در مصرف بیش از حد دوز ۱۵ گرم شامل افزایش تشنج، اغما و مرگ است.[۵]

## عوارض جانبی
بثورات جلدی، تب، علائم شبه آنفلوانزا، خواب آلودگی، اختلال در عملکرد کبد، لنفادنوپاتی، لوکوپنی، ترومبوسیتوپنی، حساسیت به نور، اختلالات بینایی، گیجی، عدم تعادل، خستگی، اختلالات گوارشی، و تحریک‌پذیری از عوارض جانبی این دارو هستند.عوارض جانبی جدی شامل عدم وجود گلبول‌های قرمز، افزایش خطر خودکشی، سندرم استیونز-جانسون و واکنش‌های آلرژیک است. نگرانی‌هایی وجود دارد که استفاده در دوران بارداری یا شیردهی ممکن است منجر به آسیب شود.

## تداخل‌های دارویی
والپروات غلظت پلاسمایی لاموتریژین را افزایش می‌دهد. وضمنŠ لاموتریژین موجب افزایش غلظت پلاسمایی متابولیت فعال کاربامازپین می‌شود..لاموتریژین تداخلات دارویی کمتری نسبت به بسیاری از  داروهای ضد تشنج دارد، اگرچه اثرات متقابل فارماکوکینتیک با کاربامازپین، فنیتوئین و سایر داروهای القا کننده آنزیم کبدی ممکن است نیمه عمر را کوتاه کند.

## مصرف در دوران بارداری
در دوران بارداری فقط در زمانی که واقعاً به آن نیازمند هستید استفاده شود. ممکن است که به جنین آسیب برسد. هرچند عدم درمان تشنج یا اختلال دوقطبی نیز می‌تواند هم به فرد باردار و هم جنین آسیب برساند. پس، داروی خود را بدون تجویز پزشک قطع نکنید. اگر شما برنامه‌ای برای باردار شدن دارید یا اینکه فکر می‌کنید باردار هستید در این باره با پزشک خود صحبت کنید.البته بسیاری از مطالعات هیچ ارتباطی بین قرار گرفتن در معرض لاموتریژین در داخل رحم و نقص هنگام تولد مشاهده نکرده‌اند، در حالی که کسانی که ارتباطی پیدا کرده‌اند، فقط ارتباط اندکی با ناهنجاری‌های جزئی مانند شکاف کام پیدا کرده‌اند. بررسی‌های مروری نشان داده‌است که میزان کلی ناهنجاری‌های مادرزادی در نوزادانی که در معرض لاموتریژین در رحم قرار دارند نسبتاً کم است (۱–۴٪)، که مشابه میزان ناهنجاری‌ها در جمعیت عمومی است. لاموتریژین یک مهار کننده ضعیف دی هیدروفولات ردوکتاز انسانی (DHFR) است و سایر مهارکننده‌های DHFR انسانی قوی تر، مانند متوترکسات به عنوان تراتوژن شناخته می‌شوند. سازنده گان به  دلیل امکان ورود لاموتریژین در شیر مادر, شیردهی در طول درمان را توصیه نمی‌کند. بررسی مرتباً به روز شده مقالات علمی لاموتریژین را در دسته L3 قرار می‌دهد:نسبتاً ایمن.

## نکات قابل توصیه
- از قطع ناگهانی مصرف این دارو باید پرهیز شود. قطع مصرف دارو باید به‌تدریج و حداقل طی ۲هفته انجام شود.
- مصرف این دارو به عنوان تنها درمان در سالمندان، و کودکان زیر ۱۲ سال توصیه نمی‌شود.

## مقدار مصرف
بزرگسالان: در ابتدا mg/day 25 بمدت ۱۴روز، سپس 50 mg/day برای ۱۴ روز بعدی تجویز می‌شود. مقدار مصرف معمول نگهدارنده 200 mg/day ـ ۱۰۰ در ۲–۱مقدار منقسم (حداکثر 500mg/day)می‌باشد. برای درمان کمکی به همراه والپروات، در ابتدا ۲۵ میلی‌گرم یک روز درمیان به مدت ۱۴ روز، سپس mg/day 25برای ۱۴ روز بعدی تجویز می‌شود. مقدار مصرف معمول نگهدارنده به همراه والپروات 200mg/day ـ ۱۰۰ در ۲–۱ نوبت‌است. برای درمان کمکی بدون والپروات، در ابتدا ۵۰ میلی‌گرم یک روز در میان به‌مدت ۱۴ روز، سپس ۵۰ میلی‌گرم دو بار درروز برای ۱۴ روز بعدی تجویز می‌شود. مقدار مصرف نگهدارنده بدون والپروات معمولاً 400 mg/day ـ ۲۰۰ در دو مقدار منقسم (حداکثر 700mg/day) است.
کودکان: در کودکان ۱۲–۲ سال به عنوان درمان کمکی به همراه والپروات: در ابتدا200 mcg/kg/day بمدت ۱۴ روز، سپسmcg/kg/day 500 برای ۱۴ روز بعدی (در کودکانی که کمتر از ۲۵ کیلوگرم وزن دارندمی‌توان در ۱۴ روز اول ۵ میلی‌گرم یکروز در میان تجویز کرد). مقدار مصرف معمول نگهدارنده به همراه والپرواتmg/kg/day 5 ـ ۱ در ۲–۱ مقدار منقسم می‌باشد. در کودکان ۱۲–۲ سال برای درمان کمکی بدون والپروات، در ابتدا2 mg/kg/day در ۲ نوبت بمدت ۱۴ روز، سپس mg/kg/day 5 در ۲ نوبت برای ۱۴روز بعدی، تجویز می‌شود. مقدار مصرف معمول نگهدارنده بدون والپرواتmg/kg/day 15 ـ ۵ در ۲ مقدار منقسم می‌باشد.